# Coccinèl·lids

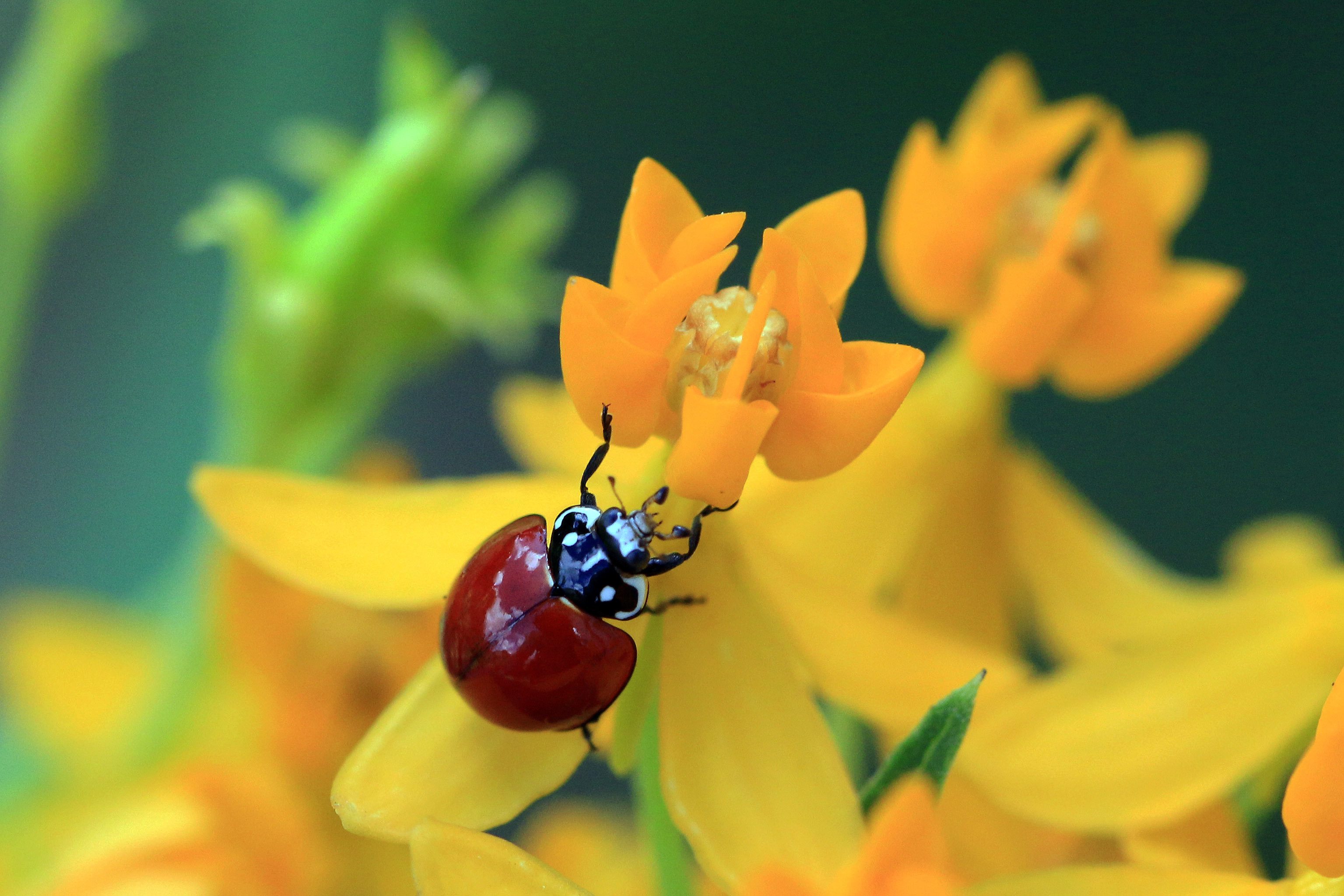
Cycloneda sanguinea, una marieta sense punts, a l'illa de Grand Cayman.

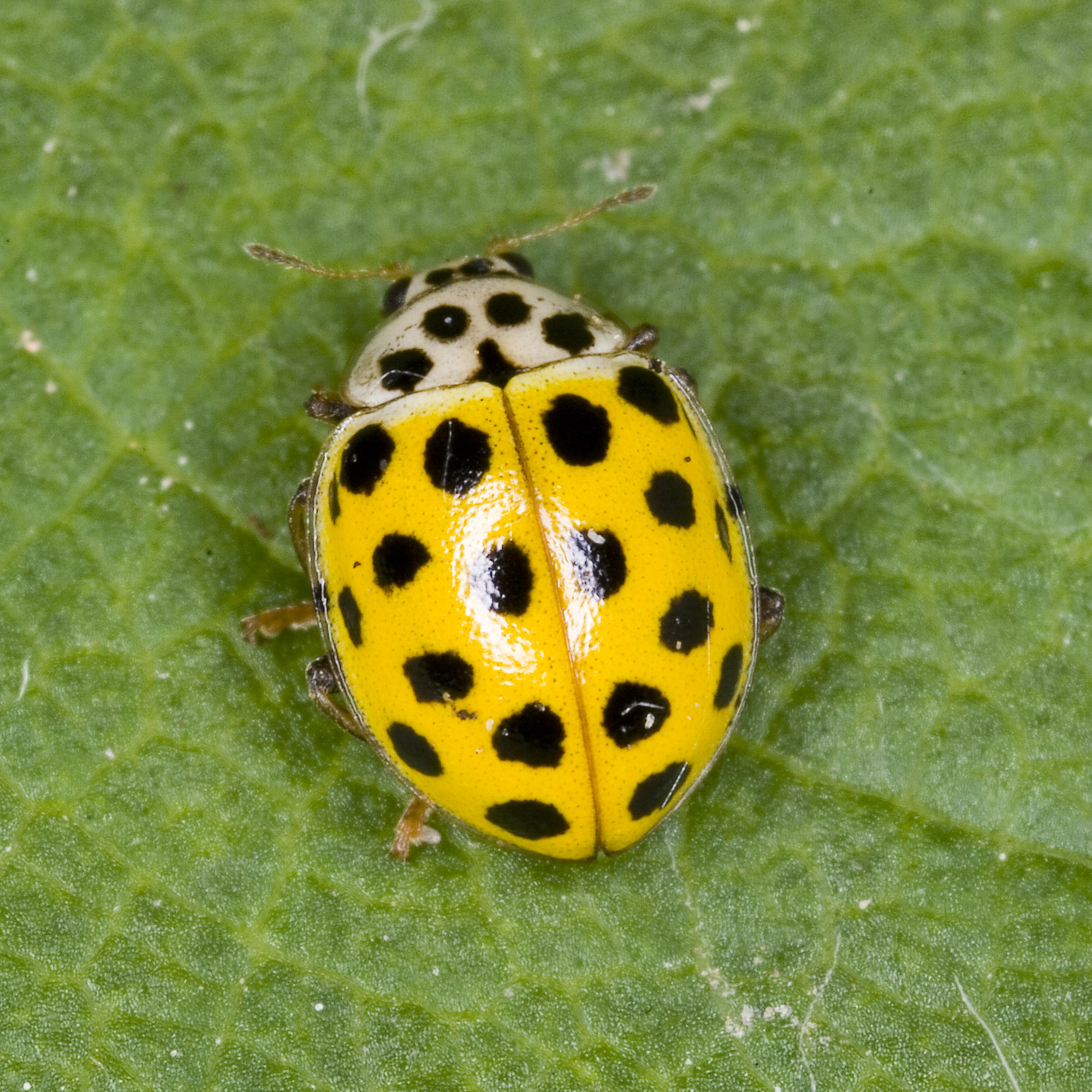
Marieta de 22 punts Psyllobora vigintiduopunctata

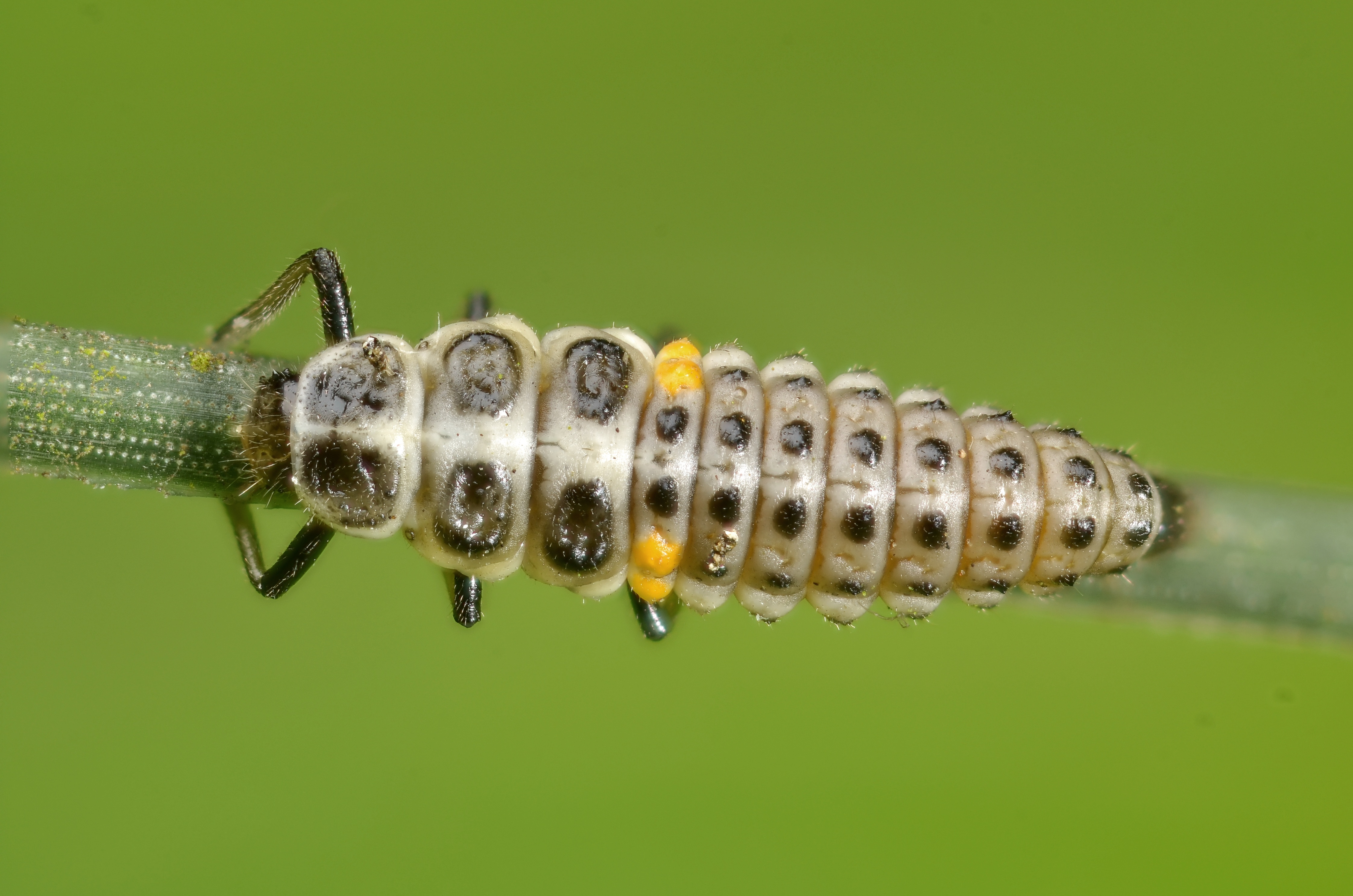
Larva de Myrrha octodecimguttata

Els coccinèl·lids (Coccinellidae) són una família de coleòpters de colors lluents molt vistoses, amb fons vermell, carabassa, verd o groc i un nombre variable de taques negres. Tenen un cos pla per davall i bombat per damunt. Són considerats com a insectes beneficiosos perquè en general són depredadors de pugons i pasteretes. Sovint han estat utilitzats en la lluita biològica contra plagues. Se'n troben per tot el món i actualment se'n coneixen unes 6.000 espècies, algunes de cosmopolites pel fet que han estat transportades per a combatre poblacions de determinats insectes que atacaven els conreus.

## Etimologia
El nom Coccinellidae, creat per Pierre André Latreille el 1807, deriva del mot llatí coccineus, que significa 'escarlata'.
El nom comú anglès ladybird es va originar a Gran Bretanya, on aquests insectes es van conèixer com «els ocells de Nostra Senyora». Maria («Nostra Senyora») sovint era representada amb una capa vermella en l'art antic, i es deia que els set punts de l'espècie Coccinella septempunctata (la més comuna a Europa) representaven les seves set alegries i els seus set dolors.
Als Estats Units, el nom es va adaptar popularment a ladybug. Els entomòlegs prefereixen els noms «escarabats marietes» o «marietes» per evitar confusions amb els hemípters.
Els noms en alguns altres països poden ser similars; per exemple, a Alemanya se'ls coneix com a Marienkäfer, que significa 'escarabat de Maria' o 'marieta'.

## Noms comuns
Com que són insectes molt populars, reben nombrosos noms a diferents part del territori: marieta, poporiol o poriol, pariol (o oriol), voliol, boliol (l'Alguer, Viladrau), buriol/curiol (Tortosa i terres de l'Ebre), papiol (Selva), papallol ([-ul)] (Conflent), juliol (l'Alguer i Vinaròs), gallineta (gallineta cega [sud del País Valencià]), gallineta de borràs, gallineta del cel, gallineta de Nostre Senyor, gallineta de la Mare de Déu, formigol (valencià), cuqueta de Sant Miquel, bou de Sant Jordi, vaqueta de Sant Antoni, senyoreta (Capcir), Sant Antoni (Alacant), catarineta (Conflent), catarina/catalina, marededeu (Conflent), margarideta (del bon Déu) (Rosselló), bèstia del bon Déu (Conflent, calc del francès?), filla del bon Déu (Conflent), marialluïsa (Conflent), mariol·lo (Sóller), animeta (Vallespir), i volamaria (Vallespir), voliaina (Cerdanya), voliol, format sens dubte sobre volar, però amb un sufix no ben aclarit, s'ha modificat en boriol, buriol, boriolet, buriolet, per dissimilació de laterals, puriol per dessonorització de la inicial, puliol, pupuriol, fubiol i juriol, multitud de variants que no ens han d'estranyar en el cas d'un insecte amb el qual jugaven els infants de tot el domini; en efecte, aquestes variants es retroben tant a Mallorca com a la Segarra, el Montsià, el Baix Ebre, la Plana Baixa o el Camp de Túria.

## Descripció

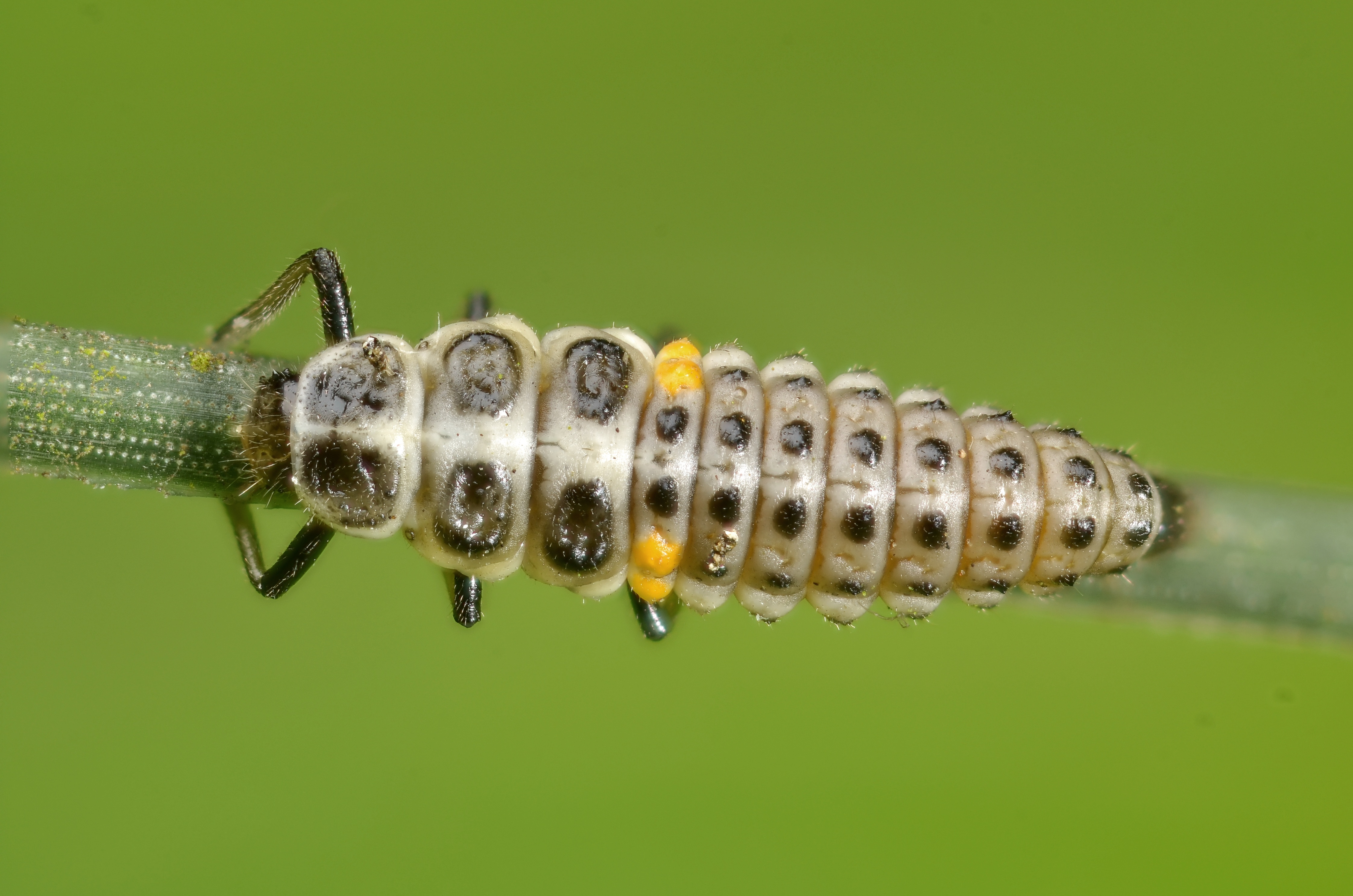
Myrrha octodecimguttata, larva. Bèlgica

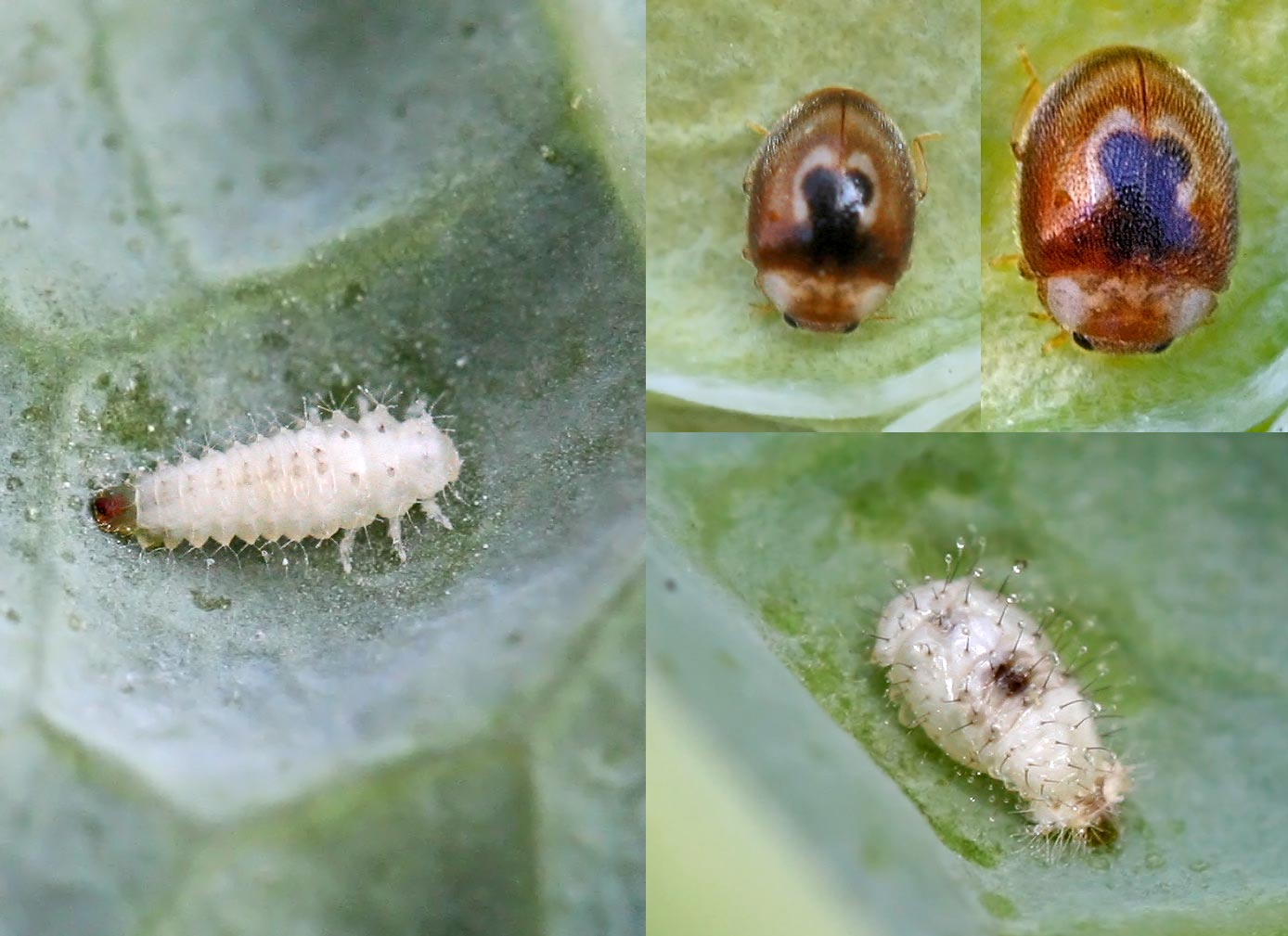
Larva, pupa i imago de Clitostethus arcuatus.

Els coccinèl·lids sovint tenen colors cridaners com groc, taronja o vermell amb petites taques negres als èlitres, i les potes, caps i antenes negres. No obstant això, hi ha una gran variació en aquests patrons de color. Per exemple, una minoria d'espècies, com Vibidia duodecimguttata, té taques blanquinoses sobre un fons marró.
La majoria dels coccinèl·lids tenen cossos rodons a el·líptics en forma de cúpula amb sis potes curtes. Depenent de l'espècie poden tenir taques, ratlles o cap marca. Els coccinèl·lids de set punts són de color vermell o taronja amb tres punts a cada costat i un al mig; tenen un cap negre amb taques blanques a cada costat.
Un error comú, totalment infundat, és que el nombre de taques a l'esquena de l'insecte indica la seva edat.De fet, el patró i la coloració subjacents estan determinats per l'espècie i la genètica de l'escarabat, i es desenvolupen a mesura que l'insecte madura.
Quan són adults, aquests escarabats es diferencien dels seus parents més propers per les següents característiques morfològiques:
- Cinc parells de espiracles (orificis) a l'abdomen
- Un tentori (suports interns dins del cap) amb branques separades a la part davantera i sense pont.
- No hi ha línia que divideixi la frons i el clypeus (sutura frontoclypeal)
- Palps maxil·lars amb puntes no en forma d'agulla,
- Parts bucals de galea i lacínia dividides (lòbuls al final de les parts bucals).
- Zona molar (aplanada) més petita de la mandíbula.
- Coxal cavitats (orificis on la pota s'articula amb el tòrax) que s'obren per darrere a la part davantera del tòrax i per davant a la part mitjana del tòrax
- Epimeró (plaques angulars) al metatòrax amb vores paral·leles
- Línies al segon estèrnum abdominal
- Genitals en forma de tub i sifó al mascle.

Els coccinèl·lids solen tenir colors i dibuixos distintius. Els èlitres poden ser clars amb taques fosques o foscos amb taques clares. Les zones clares solen ser grogues, vermelles, taronges o marrons, i les taques varien en mida, forma i nombre. Algunes espècies presenten dibuixos ratllats o a quadres. El pigment carotè crea els colors clars, i la melanina crea els colors més foscos. Altres parts del cos també varien de color. Aquests patrons de color solen servir com coloració d'advertència, però alguns poden actuar com camuflatge, atraure parelles o fins i tot regular la calor.  Diverses espècies individuals poden mostrar polimorfisme i fins i tot canviar de color entre estacions.
Les larves de coccinèl·lids són allargades i de cap quadrat.  Estan cobertes de pèls o setae, els segments abdominals, en particular, cadascun té sis dividits en parells, i d'un a tres antenes segmentades La seva coloració varia de gris, blau-gris, gris-marró o marró i tacat de blanc, groc, vermell o taronja. Tendeixen a aclarir-se a mesura que s'acosten a l'edat adulta.

## Distribució i estatus
Els coccinèl·lids es troben a tots els continents excepte l'Antàrtida.. Hi ha aproximadament 6000 espècies en 360 gèneres de les quals 475 són nord-americanes i es troben distribuïdes en 57 gèneres. Generalment, habiten en plantes on es troben les seves preses, com els pugons, puces, mosques o àfids.
Les espècies asiàtiques i africanes estan menys estudiades que les d'altres regions. Els coccinèl·lids poden habitar una gran varietat d'ecosistemes, tant a terra com als arbres, i algunes espècies es poden especialitzar en plantes específiques. Algunes espècies són capaces de viure en ambients extrems, com ara muntanyes altes, deserts àrids i regions fredes. Algunes de les espècies més conegudes tenen una distribució molt àmplia, però d'altres són més endèmiques i poden estar en perill.
Les amenaces per als coccinèl·lids inclouen el canvi climàtic, l'agricultura, la urbanització i les espècies invasores. És probable que la biodiversitat d'aquests insectes es vegi afectada per l'augment de les temperatures mitjanes i les fluctuacions tèrmiques. El canvi climàtic pot provocar larves més petites, així com un augment de les necessitats energètiques, metabòliques i de depredació interespècies. L'agricultura i la urbanització amenacen aquests insectes mitjançant la destrucció de l'hàbitat, l'homogeneïtzació del paisatge i l'ús de pesticides. Les espècies invasores inclouen altres coccinèl·lids, especialment C. septempunctata a Amèrica del Nord i Harmonia axyridis a nivell global. Aquests invasors desplacen les espècies autòctones i també es mengen els seus ous.
A partir del 2022, la Llista Vermella de la UICN no inclou cap coccinèl·lid en la seva classificació d'estat de conservació, tot i que existeix un Grup Especialista en Marietes de la Comissió de Supervivència d’Espècies de la UICN (UICN SSC). Els conservacionistes han suggerit diverses mesures per protegir aquests insectes, com ara la ciència ciutadana i programes educatius, la preservació i restauració d’hàbitats, la prevenció de la propagació d’espècies invasores i un programa de monitoratge global.

## Biologia

### Vol
Els coccinèl·lids volen principalment durant el dia. Les venes cilíndriques i elàstiques de les ales posteriors s'endureixen durant el vol i es dobleguen en plegar-se. Aquest plegament es facilita encara més per les plecs presents a la membrana.
Aquests escarabats poden migrar llargues distàncies cap a llocs d'hibernació i reproducció, així com cap a àrees amb més aliment. Sembla que són atrets per punts de referència recognoscibles. Com més densament poblada sigui una àrea, més individus l'abandonen, però hi romandran si hi ha prou preses per alimentar-se.
Els "vols trivials" fan referència a vols curts mentre busquen aliment o un lloc per pondre ous. Un estudi sobre espècies a la Gran Bretanya va revelar que els coccinèl·lids poden volar fins a 120 km (75 mi), assolint velocitats de fins a 30 km/h (19 mph) i arribant a altituds properes als 1,100 m (3,600 ft).

Comportament
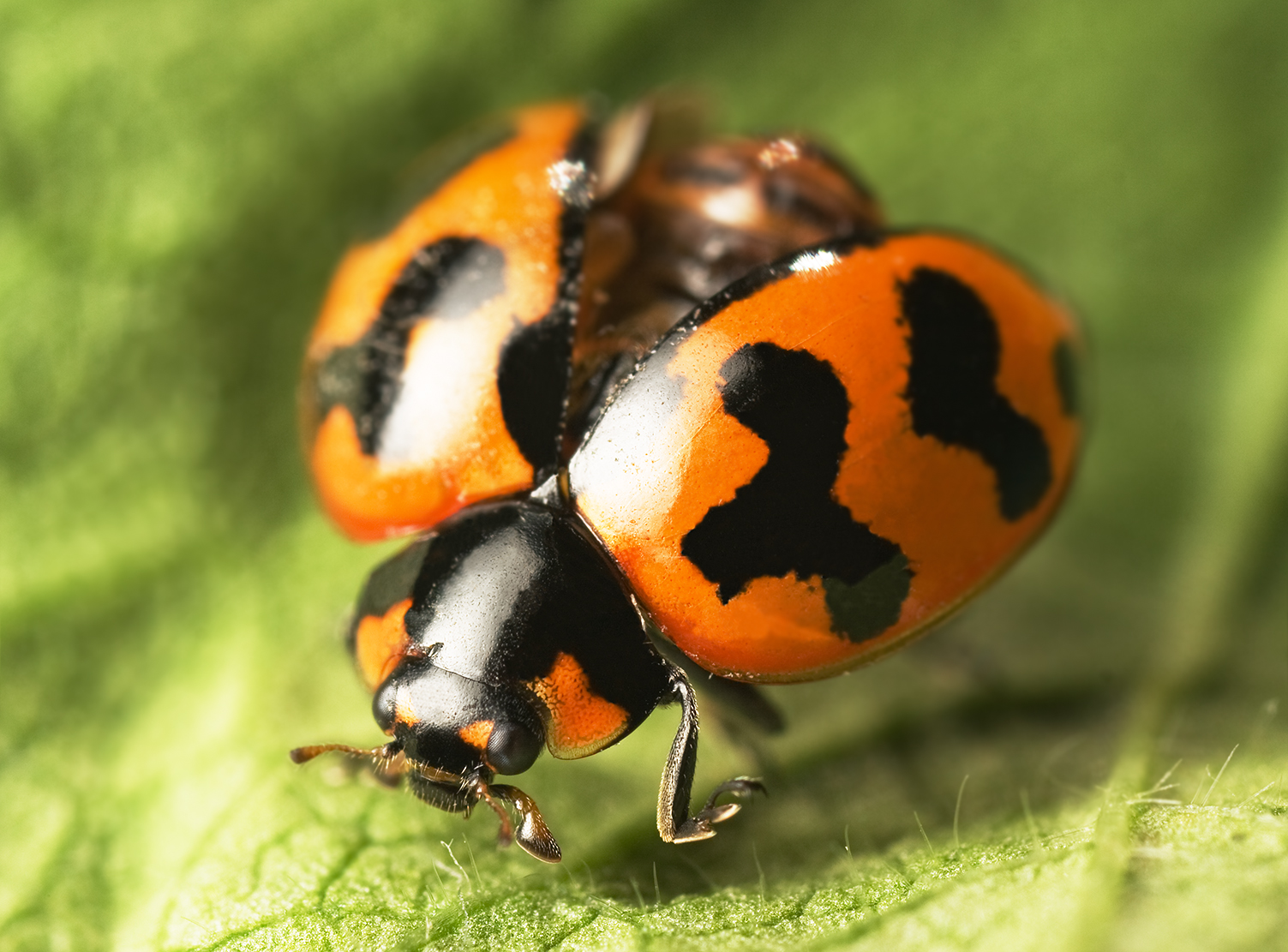
Coccinella transversalis, èlitres en posició oberta
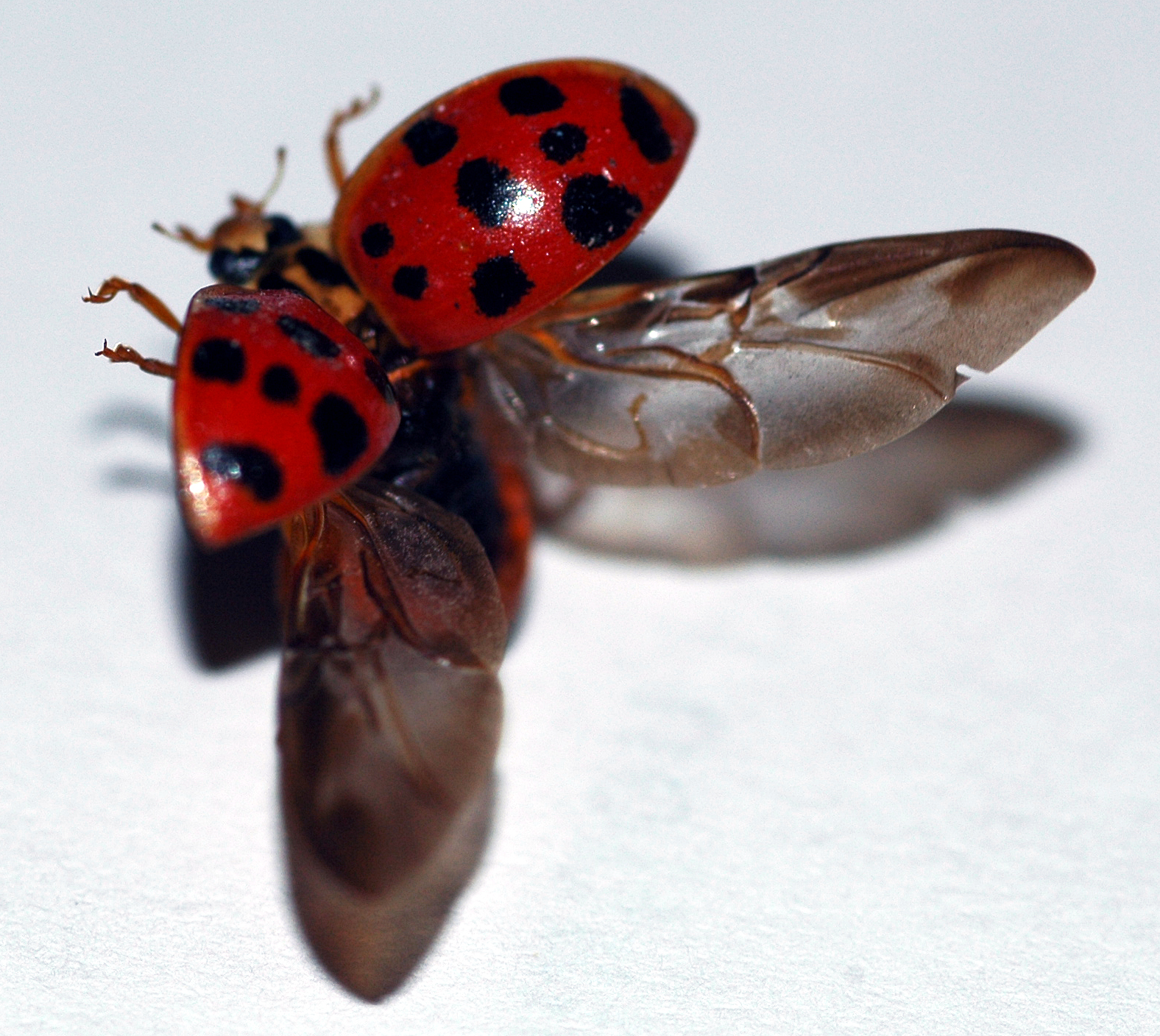
Ales completes d'una Harmonia axyridis en ple vol

### Cicle vital

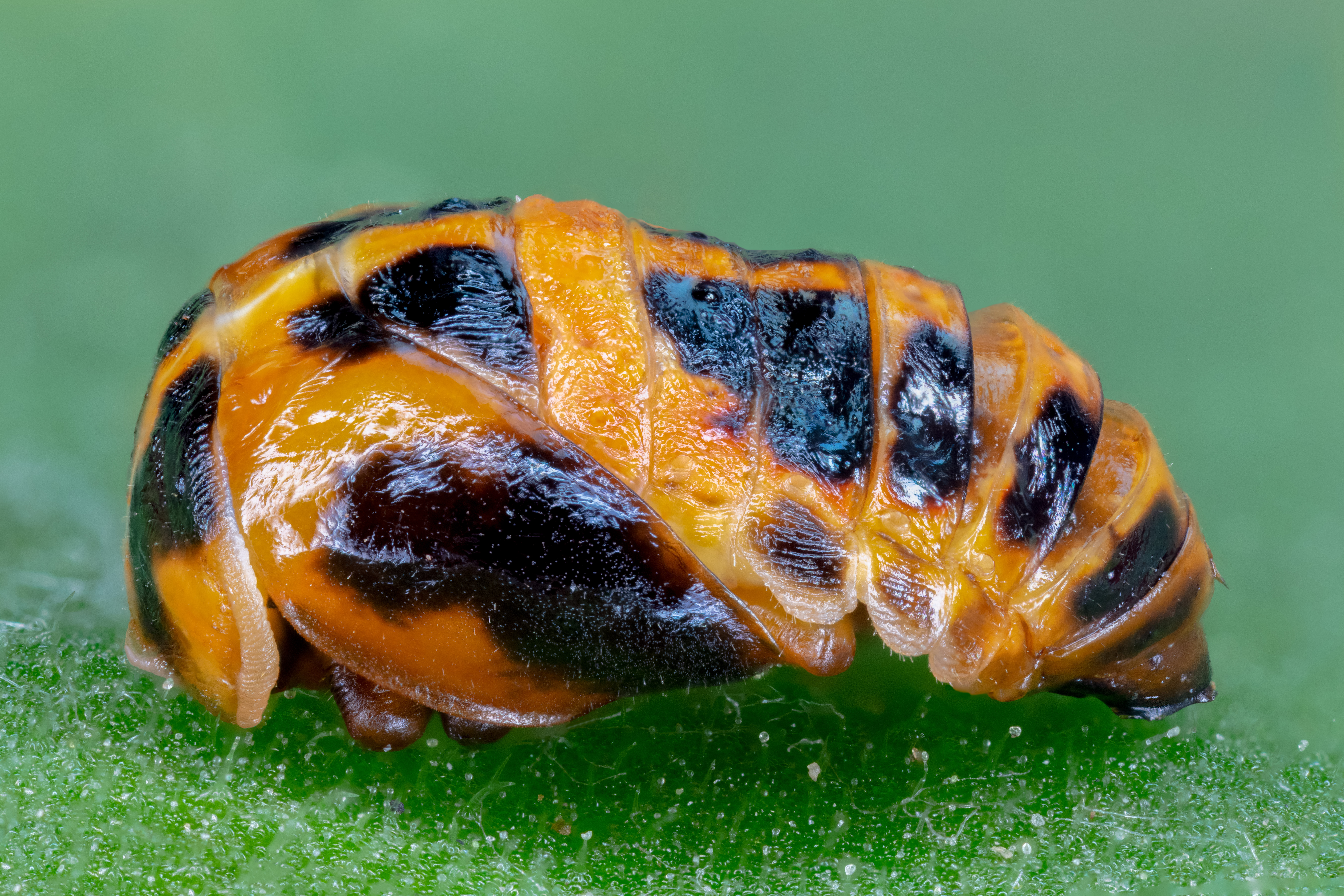
Pupa

Es reprodueixen adherides a les branques dels arbres, fulles o troncs. Ponen els ous de color groc un per un o col·locats en grups sobre les fulles o tiges, generalment en la proximitat de colònies de pugons colors segons l'espècie.
Les larves passen per quatre estadis abans de convertir-se en pupa. Les pupes s'adhereixen a les fulles, tiges o roques, i solen ser de color vermell i negre. Poden confondre's amb excrements d'ocells. De la pupa emergeix un adult de color groguenc sense tenir definits encara els colors característics de l'adult; però aquests apareixen en unes poques hores. Algunes espècies es congreguen en grans números a la tardor per hivernar.

### Alimentació
Les marietes són molt apreciades ja que són depredadores naturals dels àfids (pulgons), cocos o cotxinilles, àcars, larves de mosques i altres plagues de l'agricultura. Generalment, els adults tenen la mateixa alimentació que les larves, però algunes també mengen pol·len, nèctar, fongs, o ous Es calcula que una sola marieta pot menjar-se més de mil d'aquests insectes durant l'estiu. En molts llocs del món s'utilitzen per al que es coneix com a control biològic de les plagues; és a dir, aquestes eliminen els animals perjudicials per a l'agricultura, usant els seus enemics naturals, en lloc de fer servir productes químics.
Els membres de la subfamília Epilachninae són l'excepció. S'alimenten de plantes, en comptes de ser carnívors. Mengen fulles, grans o llavors de diverses espècies cultivades. Generalment, no arriben a ser plagues serioses, però les seves poblacions poden augmentar en forma explosiva en els anys en què els seus enemics naturals (vespes parasitoides) són escassos. En aquests casos pot haver-hi danys seriosos a les collites. Se'ls troba pràcticament en totes les regions temperades i tropicals que posseeixen agricultura.

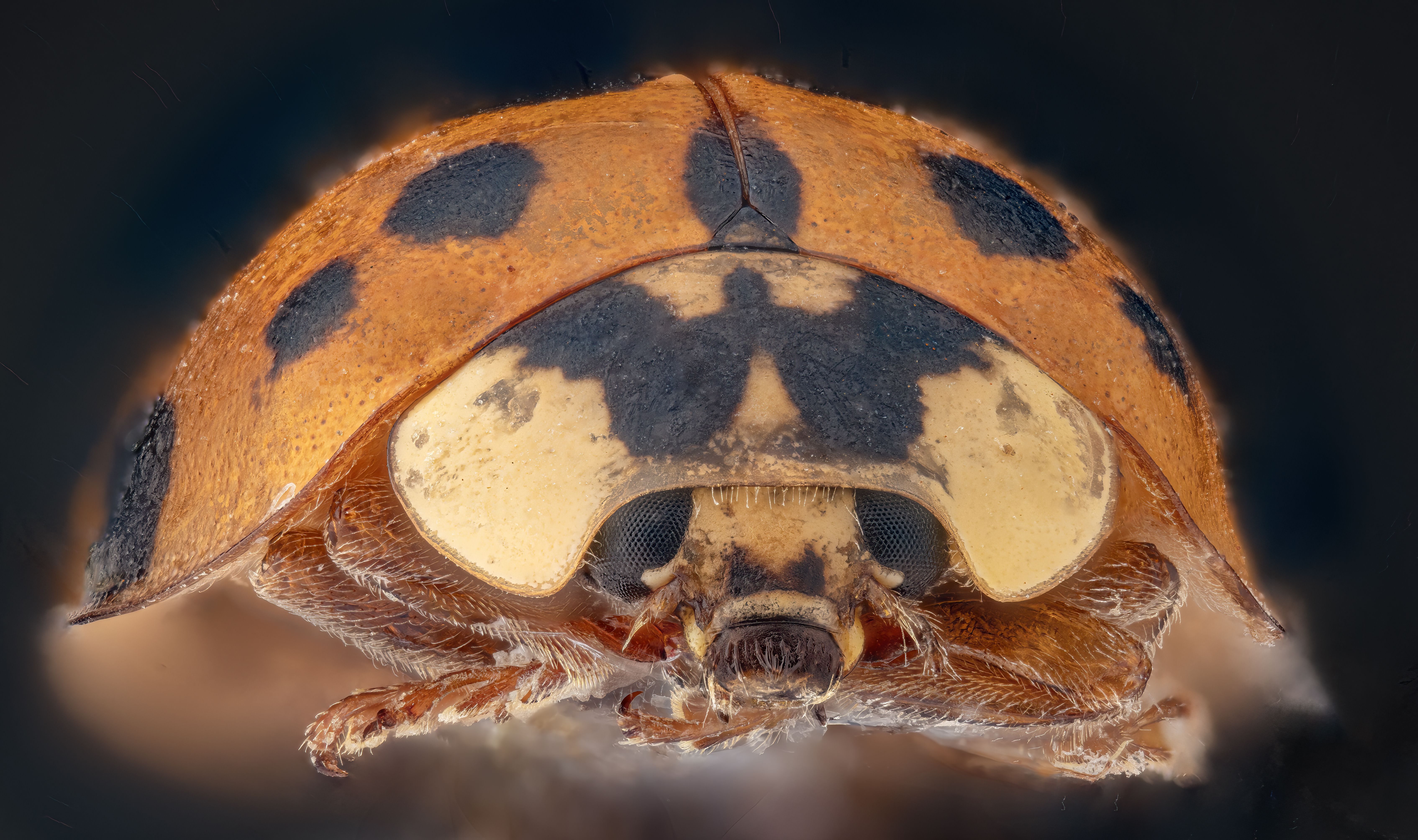
Coccinellidae detalls

Durant la tardor, moltes espècies que habiten regions fredes migren massivament cap a zones elevades i busquen llocs de refugi, com escorça d'arbres, esquerda en roques, o fins i tot fullaraca; de vegades s'han pogut comptar fins a 6000 individus agregats al mateix arbre. Quan les temperatures augmenta a la primavera, acaben la hibernació i es dispersen lentament cap a les zones d'aparellament i alimentació.
Els ous són dipositats agregats a la superfície de les fulles, normalment prop de la font d'aliment. La proporció sexual de mascles i femelles és normalment 1:1, encara que alguns bacteris com Wolbachia maten els embrions masculins. Les femelles que emergeixen dels altres ous consumeixen els embrions morts, cosa que els proporciona nutrients i millora les seves probabilitats de supervivència.

### Importància
Els coccinèl·lids són bons depredadors, per la qual cosa s'han usat en diversos programes de control biològic. El cas més famós va ser el del control de l'escata acanalada, Icerya purchasi mitjançant la introducció de Rodolia cardinalis en cultius de cítrics a Califòrnia el 1888. El control va ser tan efectiu, que el 1890 la producció de cítrics a l'estat s'havia triplicat. Són insectes que, generalment, s'alimenten de les preses petites, encara que algunes prefereixen certes espècies o fins i tot certes variants dins una mateixa espècie. S'ha demostrat que eviten consumir preses paràsites, probablement per l'olor repel·lent, per la qual cosa es disminueix la competència entre coccinèl·lids i parasitoides.
A l'Amèrica del Nord, els coccinèl·lids generalment comencen a aparèixer a l'interior a la tardor quan deixen els seus llocs d'alimentació d'estiu a camps, boscos i patis i busquen llocs per passar l'hivern. En general, quan les temperatures pugen a mitjans dels 60 Grau Fahrenheit (F) (al voltant de 18 graus Celsius) al final de la tarda, després d'un període de clima més fresc, pul·lularan sobre o dins dels edificis il·luminats pel sol. Els eixams de coccinèl·lids volen als edificis de setembre a novembre, segons la ubicació i les condicions climàtiques. Les cases o altres edificis a prop de camps o boscos són particularment propensos a la infestació.
Després d'un període anormalment llarg de clima càlid i sec a l'estiu del 1976 al Regne Unit, un marcat augment en la població d'àfids va ser seguit per una "plaga" de marietes, amb molts informes de persones mossegades a mesura que disminuïa el subministrament de pugons.

### Investigació
El 1999, i com a part d'un projecte proposat per un grup d'alumnes de secundària a Xile, una colònia de Coccinellinae va ser portada a l'espai. Van ser part de la missió STS-93 del transbordador Columbia, en què se'ls va integrar a una investigació sobre el comportament de plantes i artròpodes en ambients de microgravetat. (Base de dades de la investigació en microgravetat)

## Algunes espècies depredadores d'altres insectes
- Coccinella septempunctata
- Coccinella undecimpunctata
- Psyllobora vigintiduopunctata (de fet, es menja els fongs fitopatògens)
- Adonia variegata
- Adalia bipunctata
- Anisosticta novemdecimpunctata
- Semiadalia undecimnotata
- Semiadalia notata
- Exochomus quadripustulatus
- Exochomus nigromaculatus
- Chilocorus bipustulatus
- Hippodamia convergens

## Algunes espècies que s'alimenten de plantes
- Epilachna chrysomelina
- Epilachna argus
- Subcoccinella 24-punctata

## El voliol en la cultura popular[calcitació]
Quan un xiquet d'una colla d'amics «de joguera» veu una marieta, llavors l'agafa, se la posa damunt la palma de la mà ben estesa i diu aquests versos, per exemple: «gallineta cega, puja-te'n al cel i voràs a sant Miquel» (Alcoi), i tot seguit el xiquet bufa amb tota la força possible perquè l'insecte salte a l'aire i obrint les ales emprenga el vol.
És un insecte molt popular entre els infants, que se'l posen al palmell de la mà ben estesa i tot mostrant-la als amiguets que observen el ritual atentament, li canten una cantarella o una tirallonga de mots rimats, abans que, ajudada pel xiquet que bufa amb tota la força possible perquè l'insecte salte a l'aire i obrint les ales emprengui el vol. De fet, una espècie d'híbrid entre cançoneta i frase màgica. També servia a les noies a interrogar el cosmos sobre l'amor que els era promès i reparaven la direcció que prenia creient que d'aquell indret vindria el fadrí casador:
|  |  | Marieta vola, vola, tu que portes camisola [estrofa que es repeteix entre cada un dels, opcionals, següents versos addicionals: Marieta puja al palmell i et donaré un anell / Marieta puja al dit gros i et donaré un plat d’arròs / Marieta puja('m) al dit xic i et donaré un confit.] si m'ensenyes el camí del cel (o: pel do que Déu t'ha dat) et donaré pa i mel (o: d'on vindrà l'enamorat) (o: si m'ensenyes el camí de la mar jo et donaré pa torrat). Voliol, voliol, vés-te'n a Maó, em duràs un mocador de seda de la teva color. Voliolet pintat, on tens l'enamorat? per Inca o per Ciutat? Gallineta cega, puja-te'n al cel i veuràs sent Miquel |

Les versions del català central són aquestes: Marieta, marieta, puja al cel, porta'm una olla de mel; Marieta, marieta, puja al cel i et daran pa i mel (Bagà); Marieta, marieta, si m'ensenyes el camí del cel, et daré pa i mel (Campdevànol); Marieta, ensenya'm lo vestit vermell i t'ensenyaré el camí d'anar al cel...
La versió rossellonesa fa: margarida, margarideta/margaridó, mostra-me el camí del cel, (que) te donaré pa i mel, les versions conflentines fan: caterineta, caterinó, ensenya'm el camí del cel, i et donaré pa i mel; gallineta, torradeta, mostra-me el camí del cel, te donaré pa i mel; margarideta, margaridó, passa el cap al finestró, mostra-me el camí del cel, te donaré pa i mel; margarideta, margarideta, vola, vola, em mostraràs el camí del cel, et donaré pa i mel; gallineta, gallinó, treu el cap al finestró, que ta mare és morta, darrere la porta, i ton pare és viu darrere l'oliu; i la capcinesa: margarideta, margarideta, mostrar-me el camí del cel, que jo et donaré pa, vi i mel. La versió vallespirenca diu: Vola, maria, mostrar-me el camí del cel, o entrament te mataré. La versió solsonesa fa: marieta, vola vola que demà plourà, nevarà, marieta volarà.
Versions valencianes: gallineta cega, puja-te'n al cel i veuràs a sant Miquel (Alcoi); gallineta cega, vola, vola, vola, vés-te'n tota sola (Cocentaina); gallineta, vés al cel i menjaràs coquetes en mel (Banyeres de Mariola); palometa del cel, a menjar coquetes amb mel (Beneixama)
gallineta del Senyor, obri les ales i vete con Dios (Biar); palometa del Senyor, obri les ales i vés-te'n amb Dios (la Canyada de Biar); gallineta del cel, vola, vola a sant Miquel (Onil); cucaratxeta, vola al cel i menjaràs rotllets amb mel (Tibi); cucaratxeta de sant Miquel, puja al cel i dus-me mel (Elx).

## Galeria

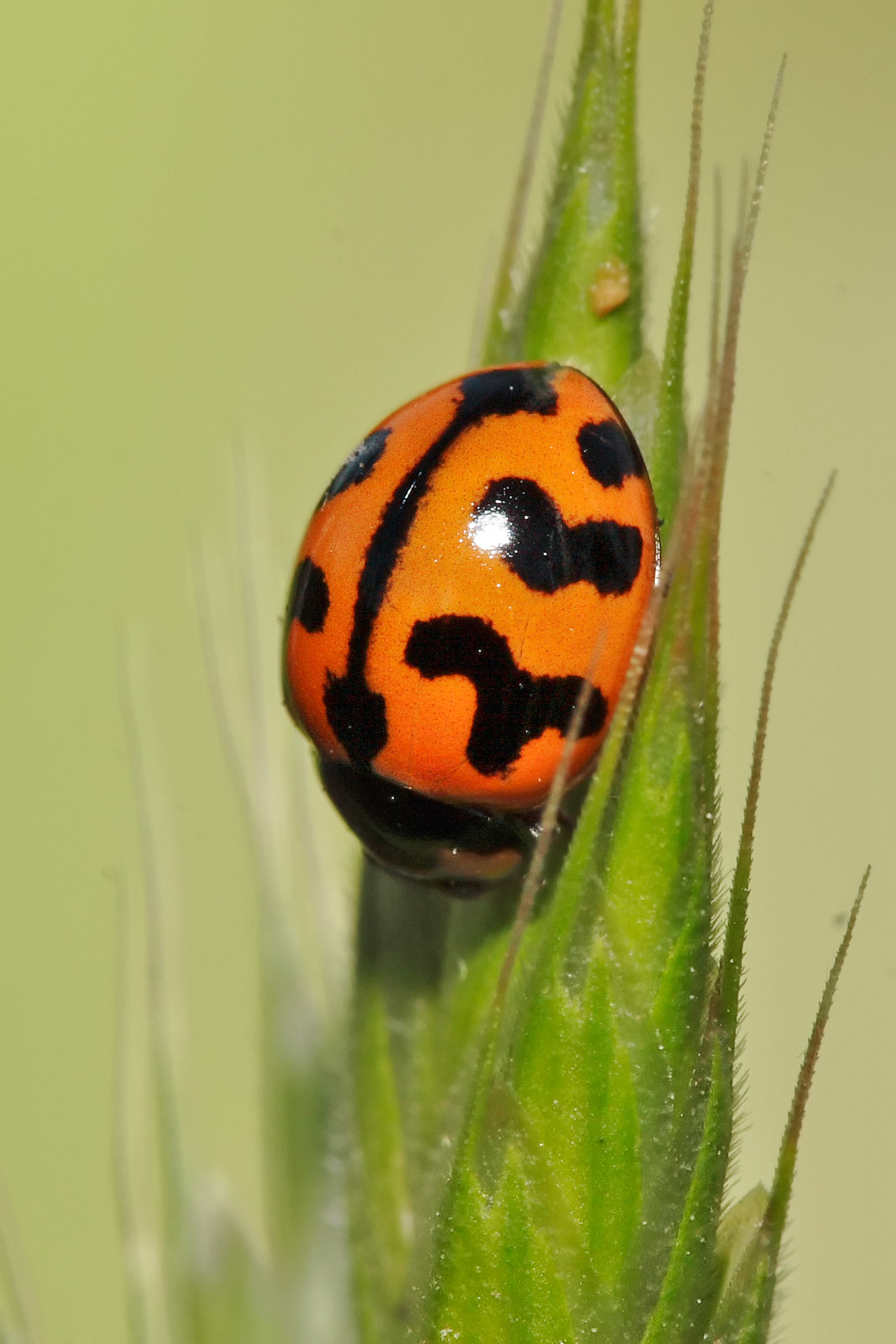
Coccinella sp., Estats Units.
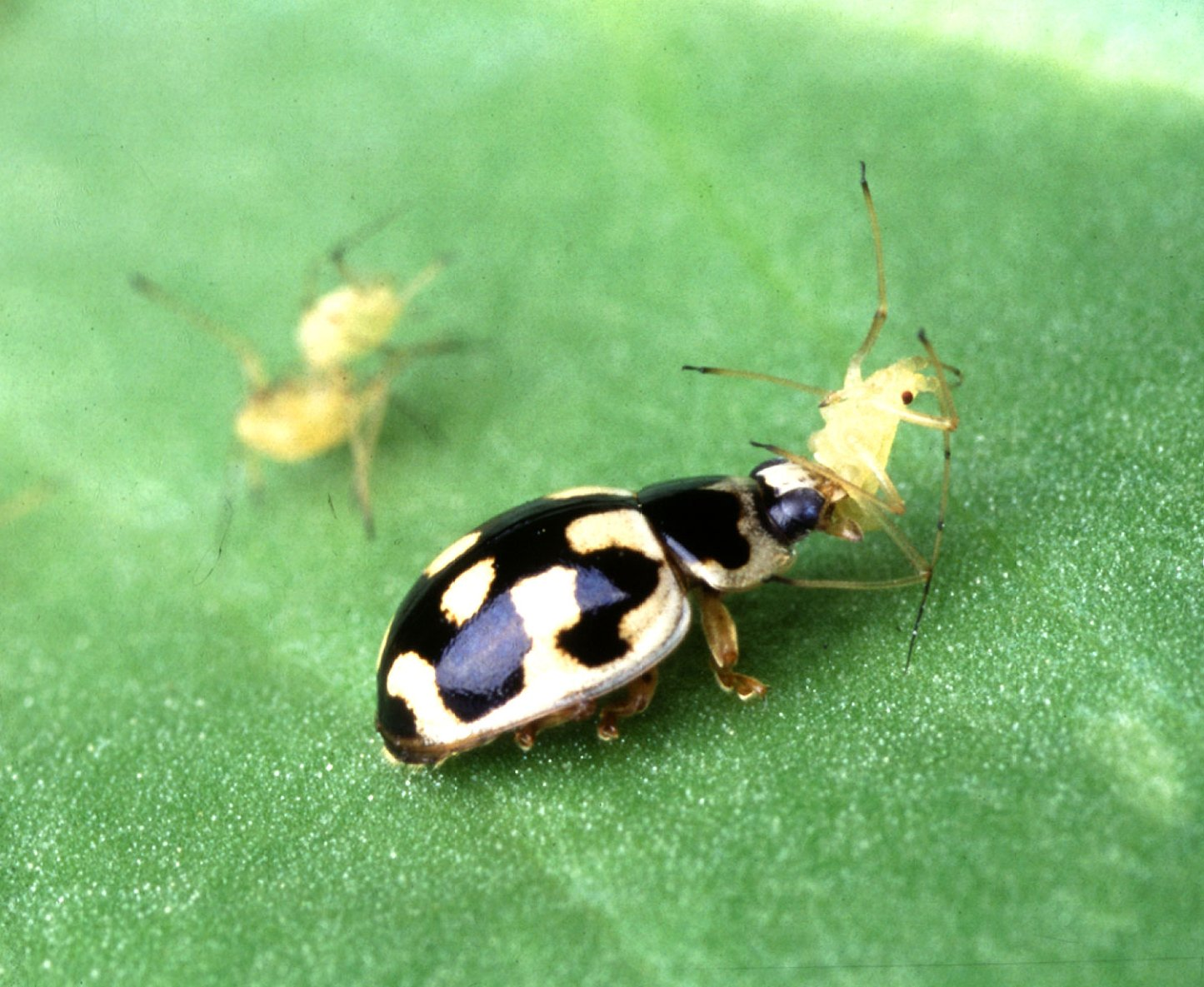
Marieta menjant un pugó.
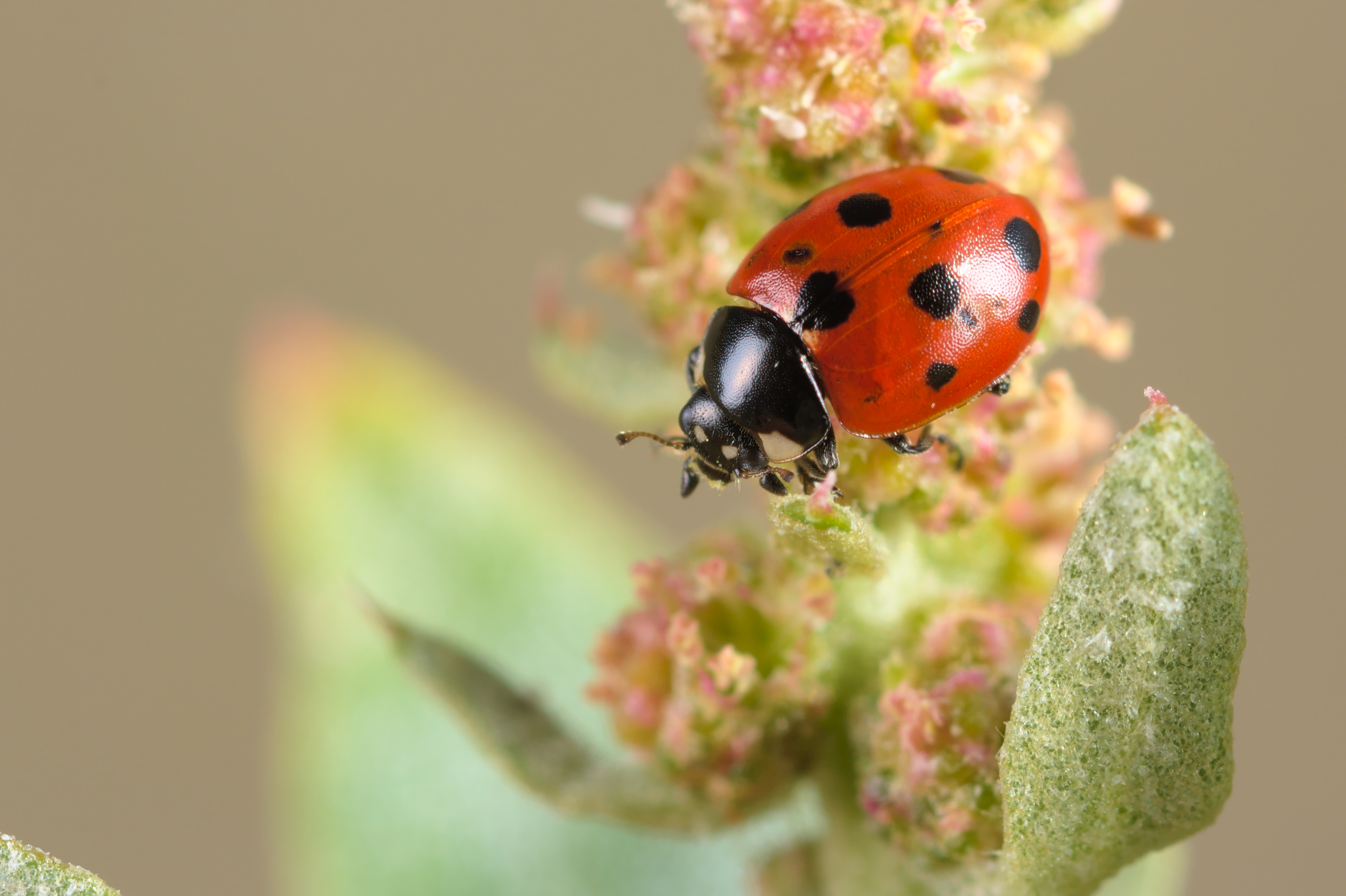
Marieta d'onze punts
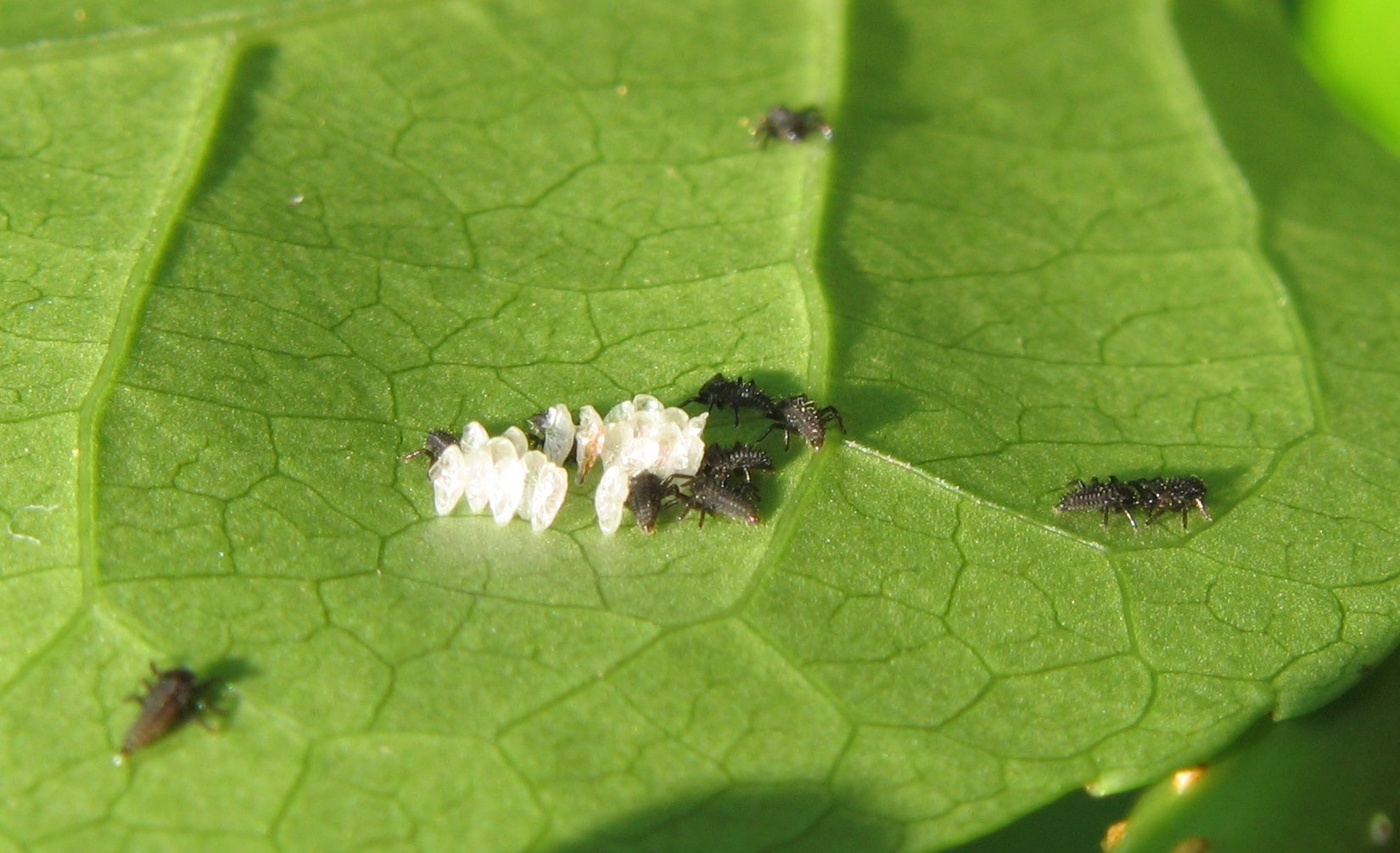
Larves emergint dels ous.
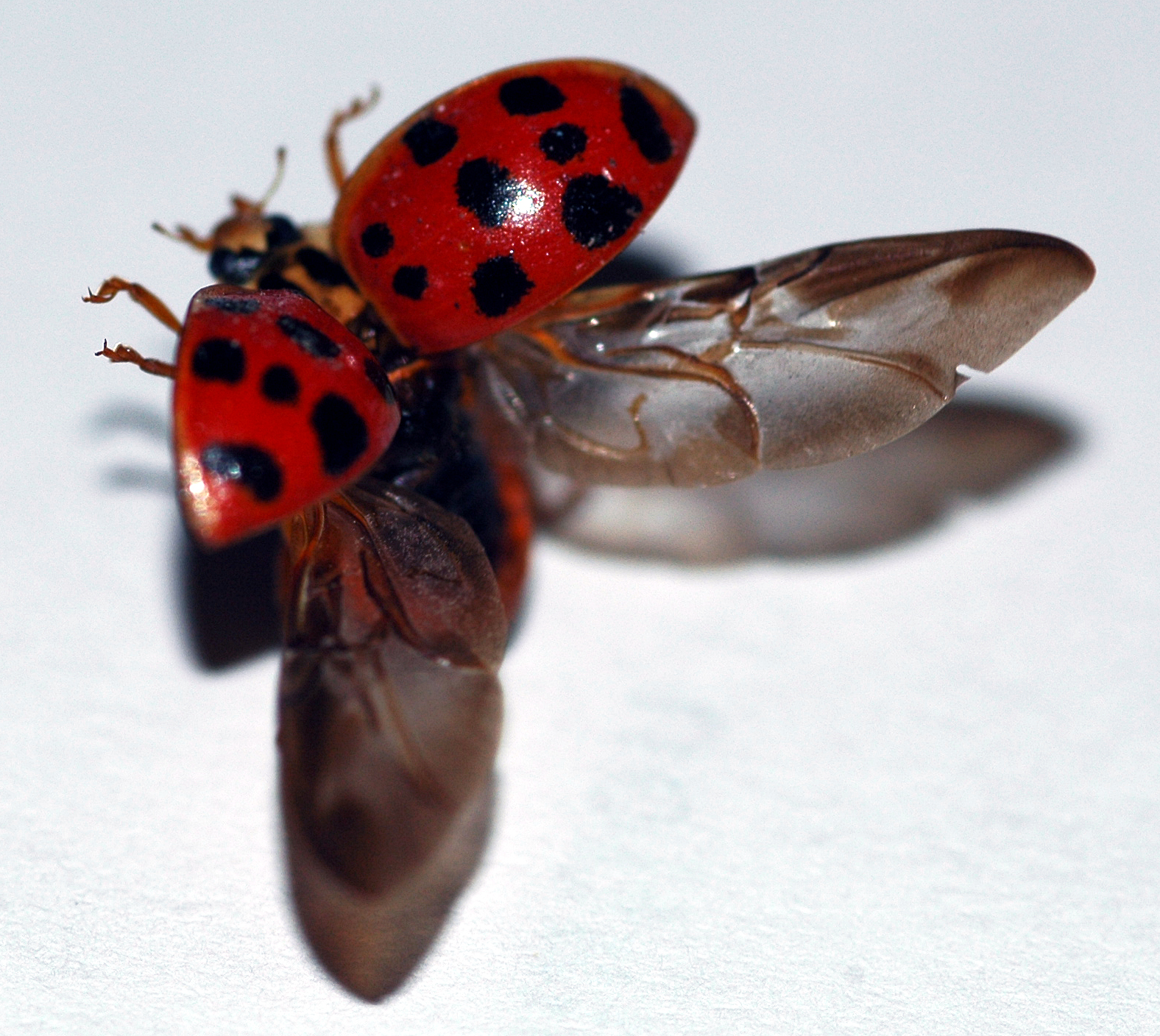
Harmonia axyridis desplegant les ales.
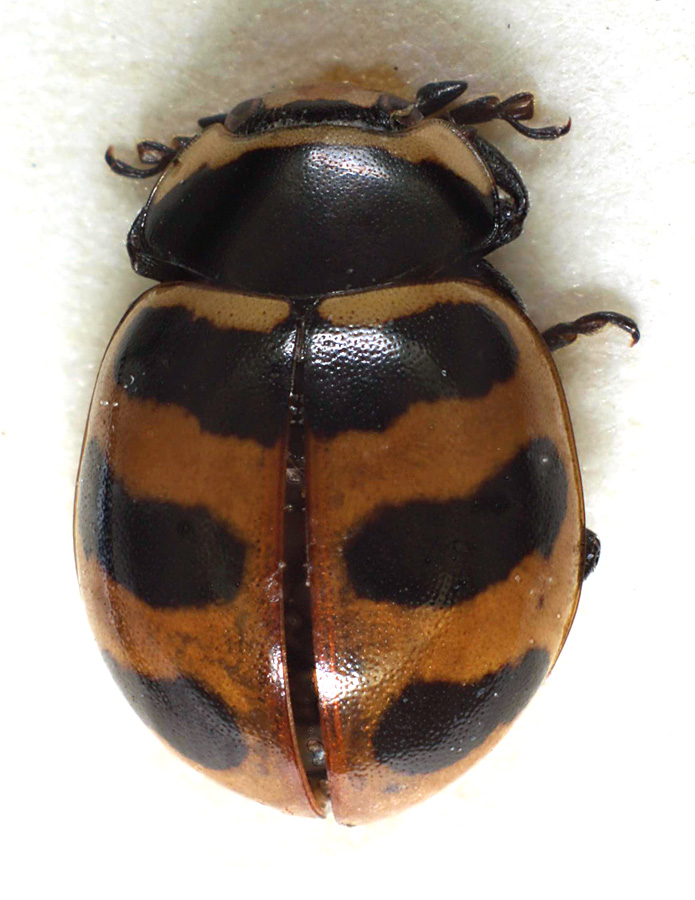
Coccinella trifasciata.
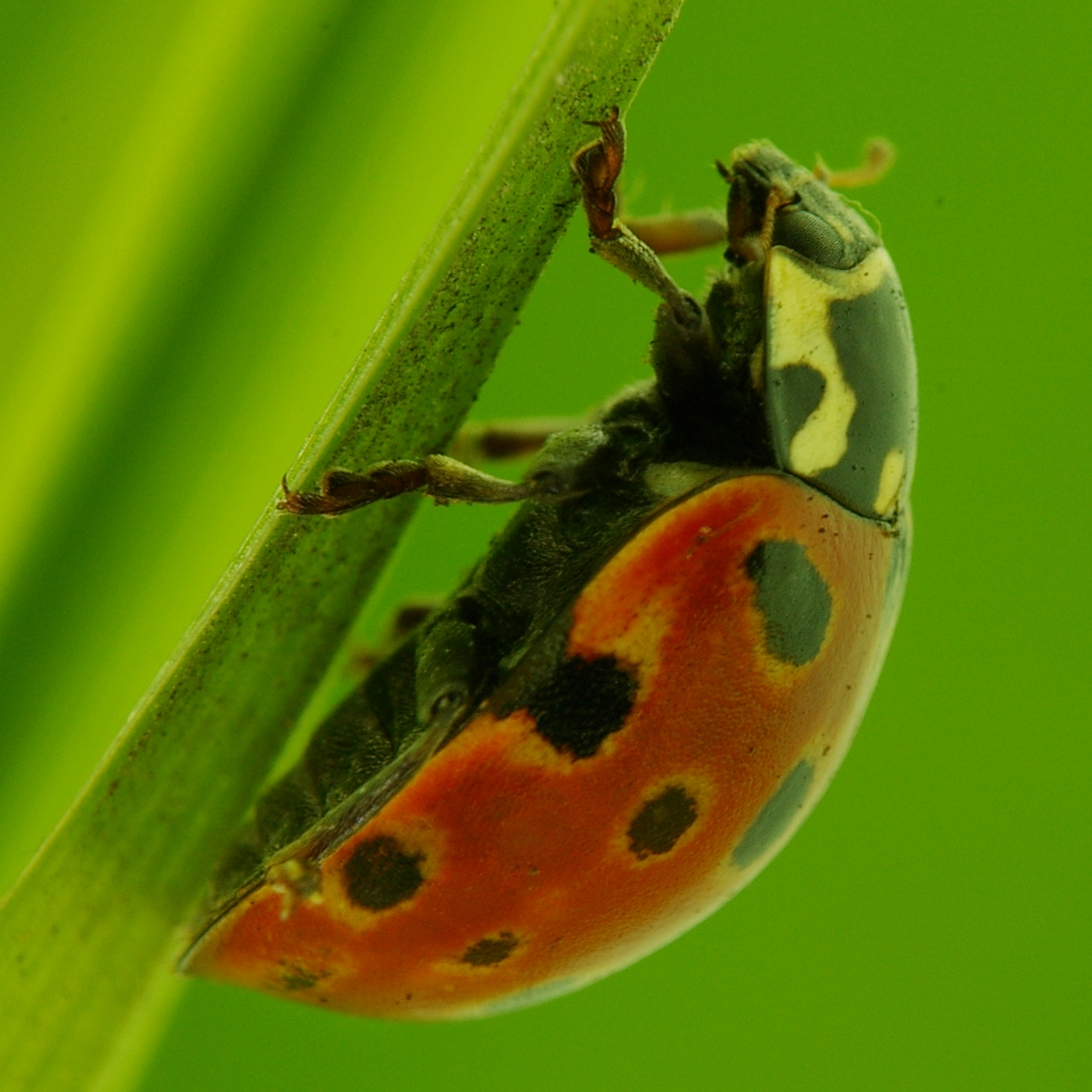
Anatis ocellata.
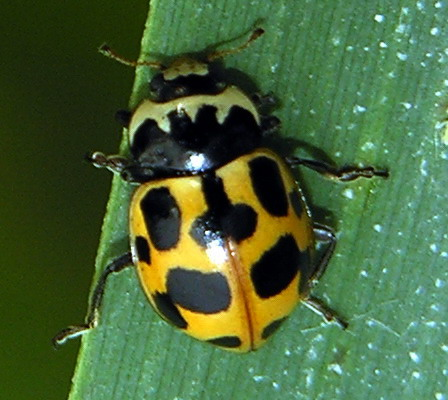
Marieta groga Hippodamia (Semiadalia) notata.